# Nanteuil-la-Forêt
Nanteuil-la-Forêt – miejscowość i gmina we Francji, w regionie Grand Est, w departamencie Marna.
Według danych na rok 1990 gminę zamieszkiwało 210 osób, a gęstość zaludnienia wynosiła 14 osób/km².